# St. Mariä Himmelfahrt (Essen-Altendorf)

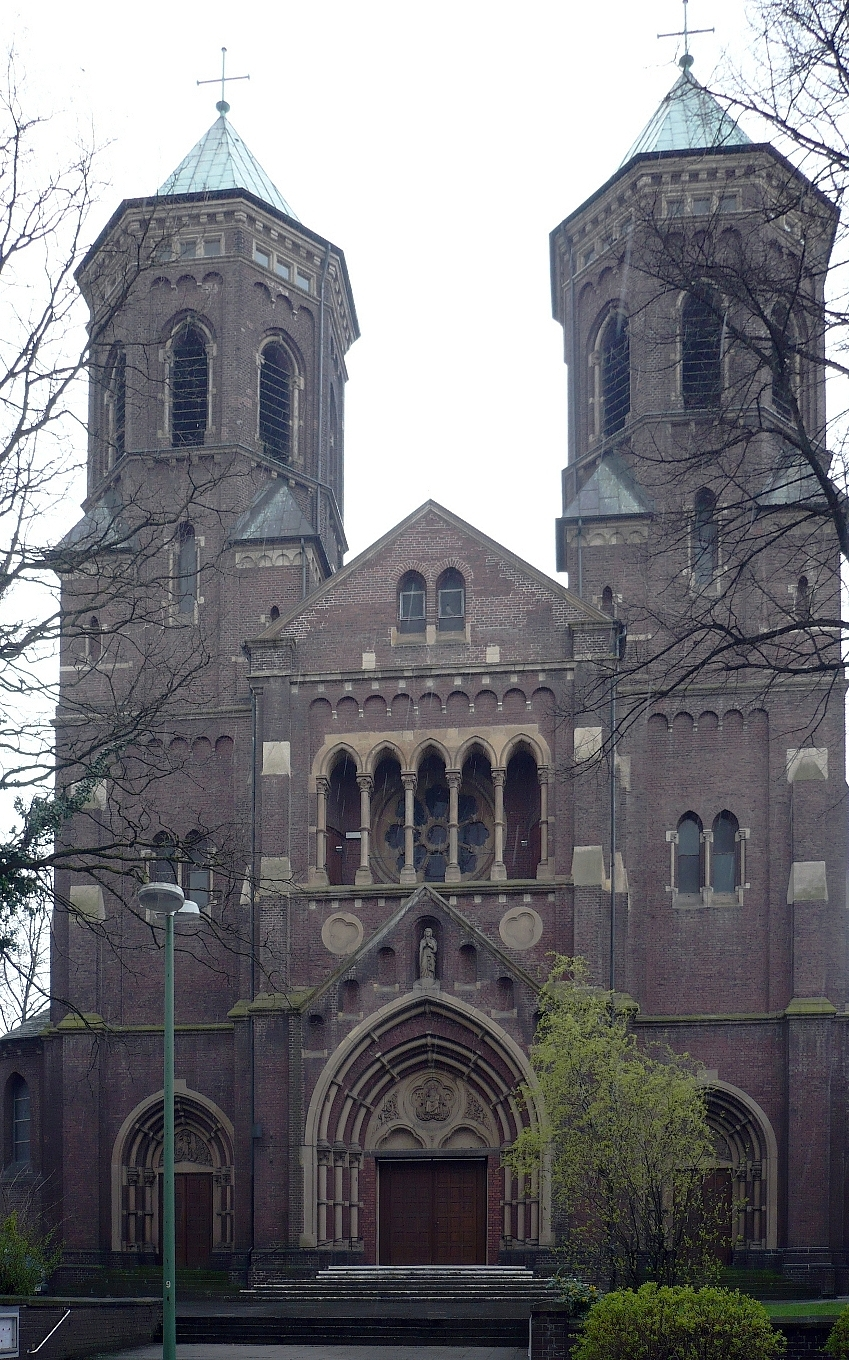
St. Mariä Himmelfahrt, 2008

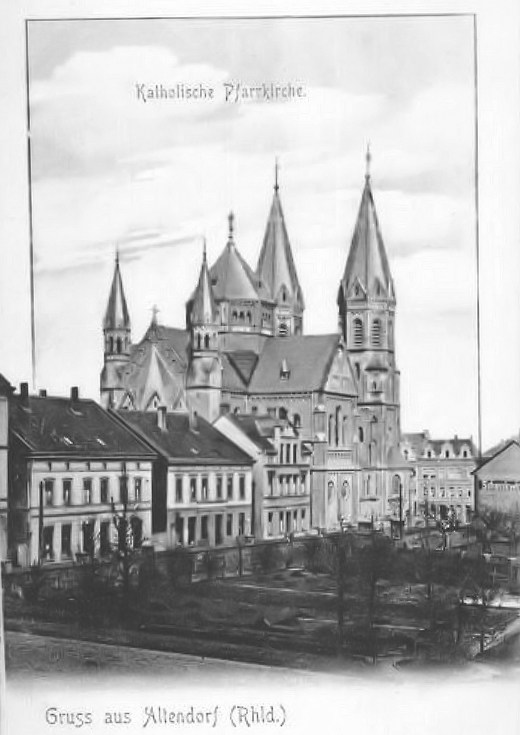
St. Mariä Himmelfahrt, vor 1901

St. Mariä Himmelfahrt ist eine römisch-katholische Kirche im Essener Stadtteil Altendorf. Sie wurde von 1891 bis 1897 erbaut. Heute gehört sie zur Pfarrei St. Antonius.

## Geschichte
Altendorf gehörte zur Bürgermeisterei Borbeck und wurde 1874 der Bürgermeisterei Altendorf zugeschlagen, die 1901 zur Stadt Essen eingemeindet wurde. In der zweiten Hälfte des 19. Jahrhunderts wurde aus dem ländlich geprägten Altendorf vor allem durch die Expansion der Krupp Gussstahlfabrik ein durch die Industrie geprägter Ort mit hoher Zuwanderung von Arbeitskräften. Dem entsprach die Gründung einer katholischen Pfarrei und die Planung einer großen Kirche.
Das Gotteshaus, im Volksmund Altendorfer Dom genannt und entworfen vom Architekten Franz Schmitz, war ursprünglich eine neuromanische Basilika mit Doppelturmfassade und achteckigem Vierungsturm. Die beiden Haupttürme sind bis zum Kranzgesims 35 Meter hoch, bis zu den Kreuzspitzen der einst hohen Turmdächer waren es 60 Meter. Die polygonale Apsis war von zwei kleineren Türmen flankiert. Die feierliche Grundsteinlegung fand am 26. April 1891 durch Weihbischof Kardinal Fischer unter großer Bürgerbeteiligung statt.
Die Benediktion erfolgte 1892, die Kirchweihe 1897. Die Kirche fasste mehr als 3000 Menschen.
1943 wurde die Kirche im Zweiten Weltkrieg teilzerstört. Bis 1952 wurde sie durch den Architekten Engelbert Köjer verändert wiederaufgebaut. Große Teile des Architekturschmucks, vor allem der Portalfassade, sind jedoch erhalten.
Seit 13. Oktober 1994 steht das Kirchengebäude unter Denkmalschutz.